# Universidad de Bucarest
La Universidad de Bucarest (en rumano Universitatea din Bucureşti) fue fundada en 1694 por Constantin Brâncoveanu como la "Academia del Santo Sava" (Bucarest), inicialmente con clases de teología y filosofía en griego; Alexandru Ipsilanti amplió la oferta educacional en 1776 en latín, francés e italiano. En el siglo XIX se abrieron las facultades de medicina, farmacia, ciencias del derecho y literatura.
La universidad de Bucarest cuenta en los años 2010 con 43.550 estudiantes, 1.477 profesores y 18 facultades. El edificio principal se encuentra en la Plaza de la Universidad (Piaţa Universităţii) en el centro de la ciudad.

## Facultades
- Facultad de Biología
- Facultad de Ciencias del derecho
- Facultad de Química
- Facultad de Geografía
- Facultad de Física
- Facultad de Filosofía
- Facultad de Geología
- Facultad de Periodismo
- Facultad de Matemáticas
- Facultad de Literatura
- Facultad de Idiomas modernos
- Facultad de Ciencias políticas
- Facultad de Ciencias sociales
- Facultad de Historia
- Facultad de Psicología
- Facultad de Teología Baptista
- Facultad de Teología Ortodoxa
- Facultad de Teología Romano-Católica

El rector de la universidad es Prof. Dr. Mircea Dumitru.

## Rectores
- Mircea Dumitru (2012-actualidad)
- Ioan Pânzaru (2005-2012)
- Ioan Mihăilescu (1996-2005)
- Emil Constantinescu (1992-1996)
- Nicolae D. Cristescu (1990-1992)
- Ion Dodu Bălan (1989)
- Ioan Ioviț Popescu (1981-1988)
- George Ciucu (1972-1981)
- Gheorghe Mihoc (1963-1968)
- Jean Livescu (1959-1963)
- Iorgu Iordan (1957-1958)
- Nicolae Sălăgeanu (1954-1957)
- Avram Bunaciu (1952-1954)
- Constantin Balmuș (1950-1952)
- Ilie G. Murgulescu (1949-1950)
- Alexandru Rosetti (1946-1949)
- Simion Soilow (1944-1946)
- Daniel Danielopolu (1944)
- Horia Hulubei (1941-1944)
- Alexandru Otetelișanu (1941)
- Petre P. Panaitescu (1940-1941)
- Constantin C. Stoicescu (1936-1940)
- Nicolae Gheorghiu (1932-1936)
- Nicolae Iorga (1929-1932)
- Mihail Vlădescu (1920-1923)
- Ioan Athanasiu (1915-1920)
- Thoma Ionescu (1912-1915)
- Ioan Bogdan (1912)
- Ermil Pangratti (1911-1912)
- Constantin Dimitrescu-Iași (1898-1911)
- Grigore Ștefănescu (1897-1898)
- Titu Maiorescu (1892-1897)
- Alexandru Hristea-Orascu (1885-1892)
- Ion Zalomit (1871-1885)
- Vasile Boerescu (1871)
- Gheorghe Costa-Foru (1864-1871)

## Estudiantes célebres
- Horia-Roman Patapievici
- Matei Vișniec
- Mircea Cărtărescu
- Stelian Tănase
- Lucian Boia
- Gabriel Liiceanu
- Nicolae Manolescu
- Emil Constantinescu
- Solomon Marcus
- Nae Ionescu
- Eugen Ionescu
- Emil Cioran
- Nichita Stănescu
- Mircea Eliade
- Grigore Moisil
- Alexandru Graur
- George Călinescu
- Camil Petrescu
- Octav Onicescu
- Vasile Pârvan
- Eugen Lovinescu
- George Bacovia
- Mihail Sadoveanu
- Spiru C. Haret
- Vasile Alexandrescu Urechia
- Nicolas Tertulian

## Doctoreshonoris causa
- François Terré (2013)
- Anders Fogh Rasmussen (2013)
- Ian Roberts (2013)
- Peter Burke (2012)
- Simeon II of Bulgaria (2012)
- Neagu Djuvara (2012)
- Michael I of Romania (2012)
- Philip Kotler (2012)
- Thomas Pogge (2012)
- Amos Oz (2012)
- Linda Hutcheon (2011)
- Prince El Hassan bin Talal of Jordan (2011)
- Daniel Dennett (2011)
- Saul Kripke (2011)
- Richard Kayne (2011)
- Alan Watson of Richmond (2011)
- Theo D’haen (2011)
- Ivano Dionigi (2011)
- Jean-Baptiste Humeau (2011)
- José Manuel Durão Barroso (2010)
- Thomas Nagel (2010)
- Dennis Wilcox (2009)
- Antonio Tabucci (2008)
- Luc Piraux (2008)
- James Grunig (2008)
- Orhan Pamuk (2008)
- George Sebastian Rousseau (2007)
- Michel Maffesoli (2006)
- Dieter Schlesak (2005)
- Peter Gross (2005)

## Instalaciones

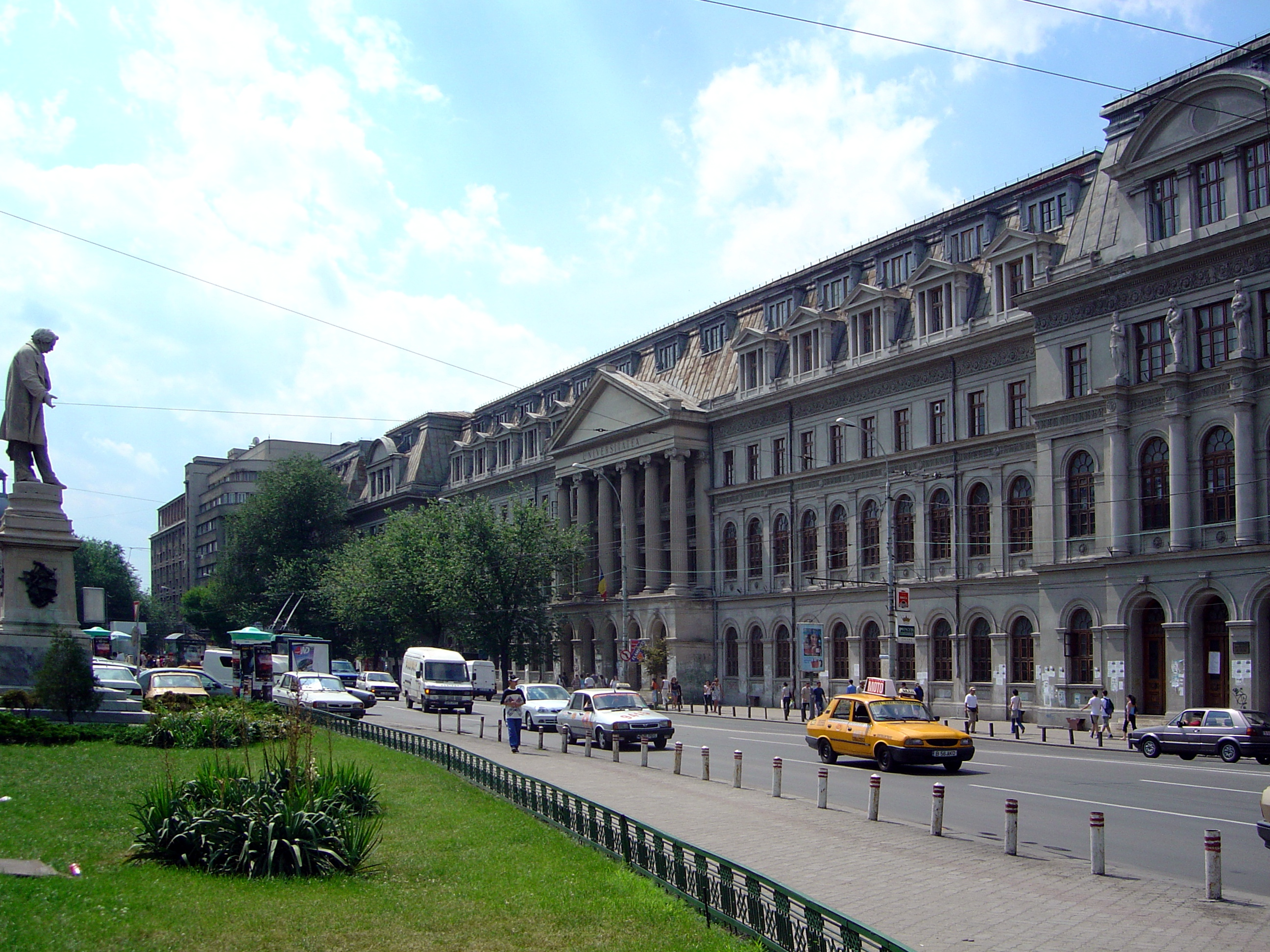
Edificio principal de la Universidad de Bucarest, (de estilo neoclásico).
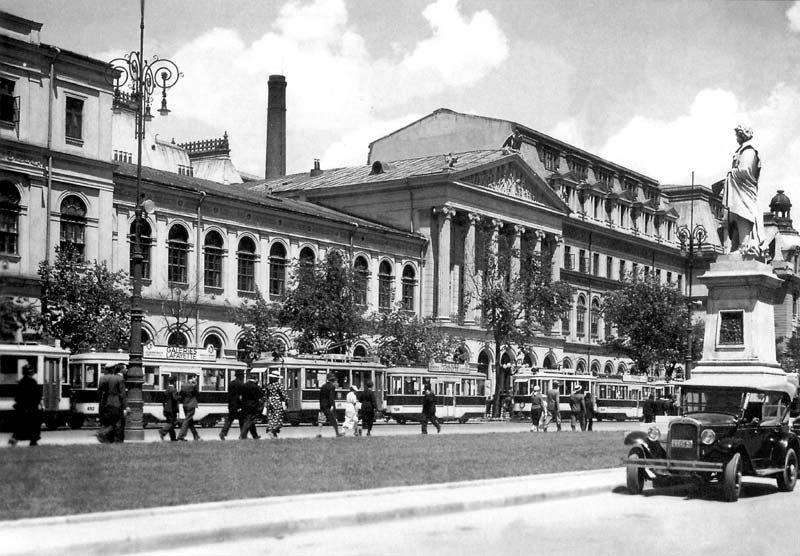
Edificio principal de la universidad durante el período de entreguerras.
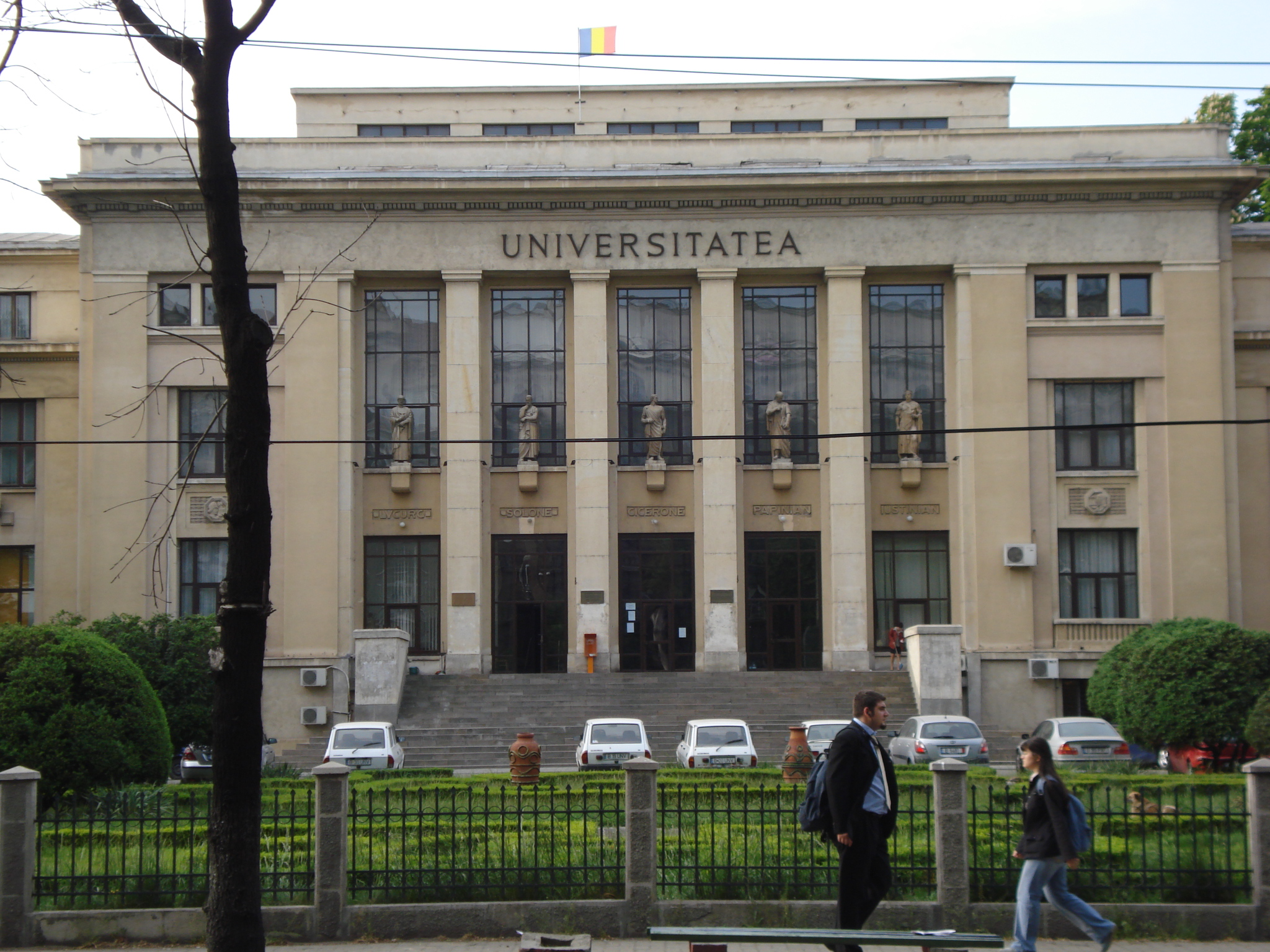
Rectorado de la universidad.
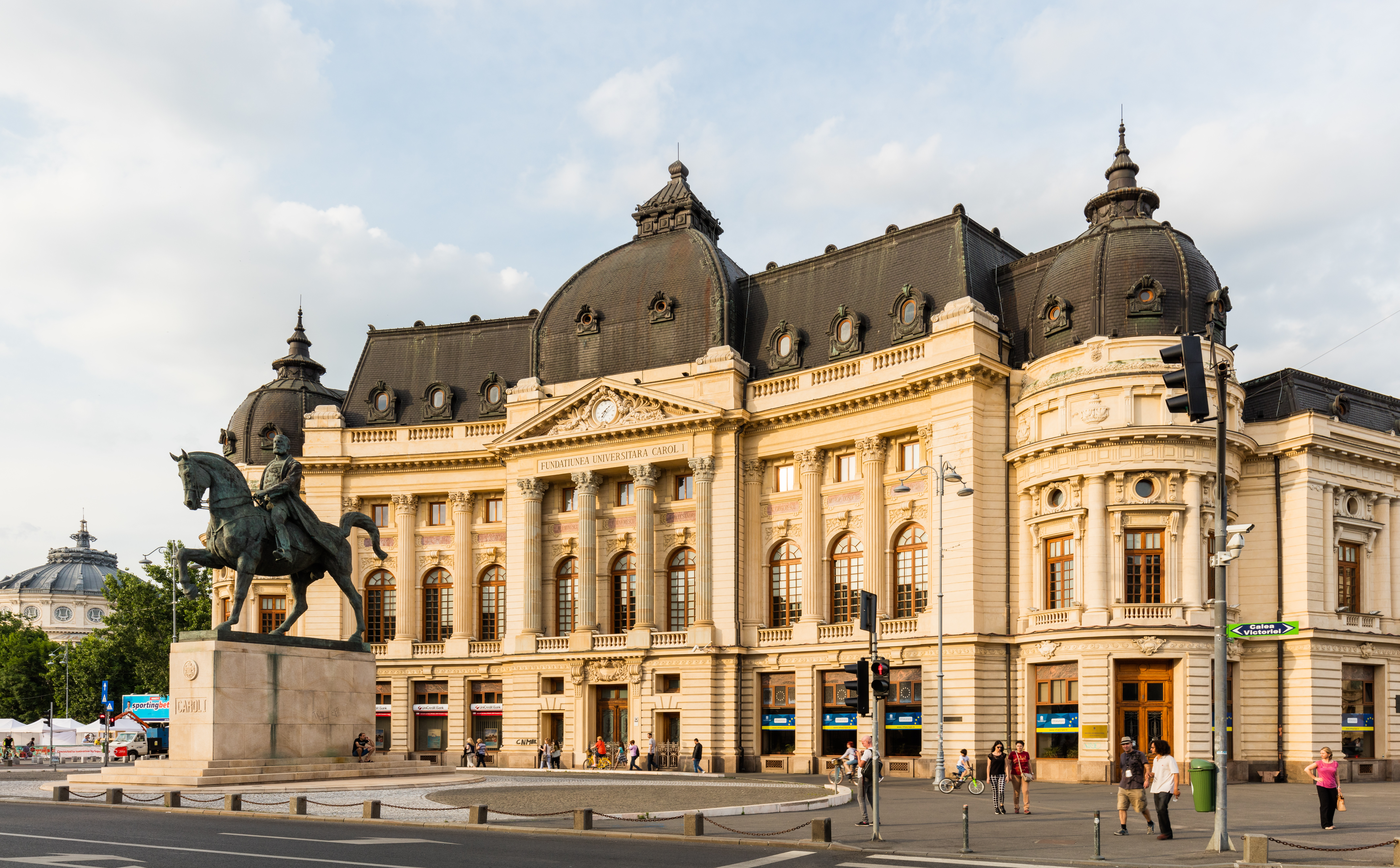
Biblioteca de la universidad vista desde la Plaza de la Universidad (de estilo neobarroco)